# Rogelio Martínez (político)
Rogelio Martínez Garzón (Marín, 1858-Tanti, 1912) fue un comerciante y político español.

## Biografía
Nació en Marín (Galicia), España, en 1858, y sus padres fueron José Martínez Touza y Rosa Garzón. A los 21 años, en 1876, junto a su hermano Heriberto migró a la Argentina, donde tenía algunos familiares. En 1881 se casó con Isabel Berrotarán.
En la ciudad de Córdoba trabajó en un comercio, donde llegó a convertirse en socio del propietario, participando luego en otras sociedades. En la década de 1890 fue vicecónsul honorario de España.
Encabezó el núcleo de comerciantes que el 5 de septiembre de 1900 fundó la Bolsa de Comercio de Córdoba. Paralelamente, inició su actividad política en el municipio de la ciudad; siendo concejal durante varios períodos en representación del Partido Autonomista Nacional.
La Bolsa de Comercio respaldaba a una facción del partido (a la cual pertenecía Martínez) que discrepó de un aumento de los impuestos municipales. Finalmente, se constituyó la alianza denominada Comité del Comercio.
En 1908, el Comité del Comercio denunció fraude en las elecciones para intendente, nombrándose una Comisión Administradora, la cual presidió. En los nuevos comicios, realizados el 3 de enero de 1909, venció la lista de su partido, la cual lo llevaba como primer candidato a concejal.
Presidió el Concejo Deliberante en 1911, adhiriendo luego a la facción principista del radicalismo, que formó la Unión Autonómica Cívica Radical.
Fue senador provincial por el departamento San Alberto en representación de dicho partido. En consecuencia, fue expulsado de la UCR.
Falleció en Tanti, provincia de Córdoba, el 20 de abril de 1912. Entre sus hijos se encuentra Enrique Martínez, gobernador de la provincia y vicepresidente de la nación entre 1928 y 1930.
Un barrio de la ciudad de Córdoba lleva su nombre.